# Kachumber
Le kachumber, ou cachumber, est une salade de la cuisine indienne composée de tomates fraîchement hachées, de concombres, d'oignons, de jus de citron et parfois de piments.